# Vidal i Agrícola
Vidal i Agrícola (Bolonya, segle iii-304) van ser dos màrtirs cristians bolonyesos que són venerats com a sants per l'Església catòlica.

## Vida i martiri
Agrícola era un ciutadà cristià de Bolonya que va convertir el seu esclau Vidal al cristianisme. Junts, van ser presos,, probablement durant la persecució de Dioclecià (284-304). En no voler renegar de la seva fe, van ser martiritzats; Vidal va ser el primer a morir, essent executat a l'amfiteatre. Agrícola va ser torturat i, finalment, crucificat.
Gian Domenico Gordini diu: "Els seus cossos van ser sebollits al cementiri jueu, però no se sap per què; eren potser jueus? La crucifixió d'Agrícola, certament, fa suposar que no era ciutadà romà, ja que la pena capital per a aquests era, normalment, la decapitació."

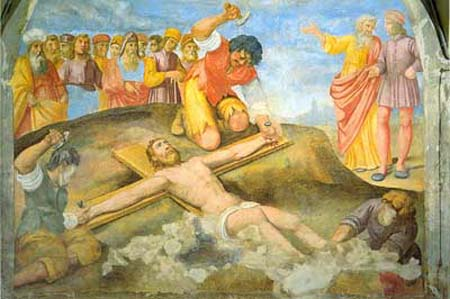
Martiri d'Agrícola, fresc italià del s. XVI
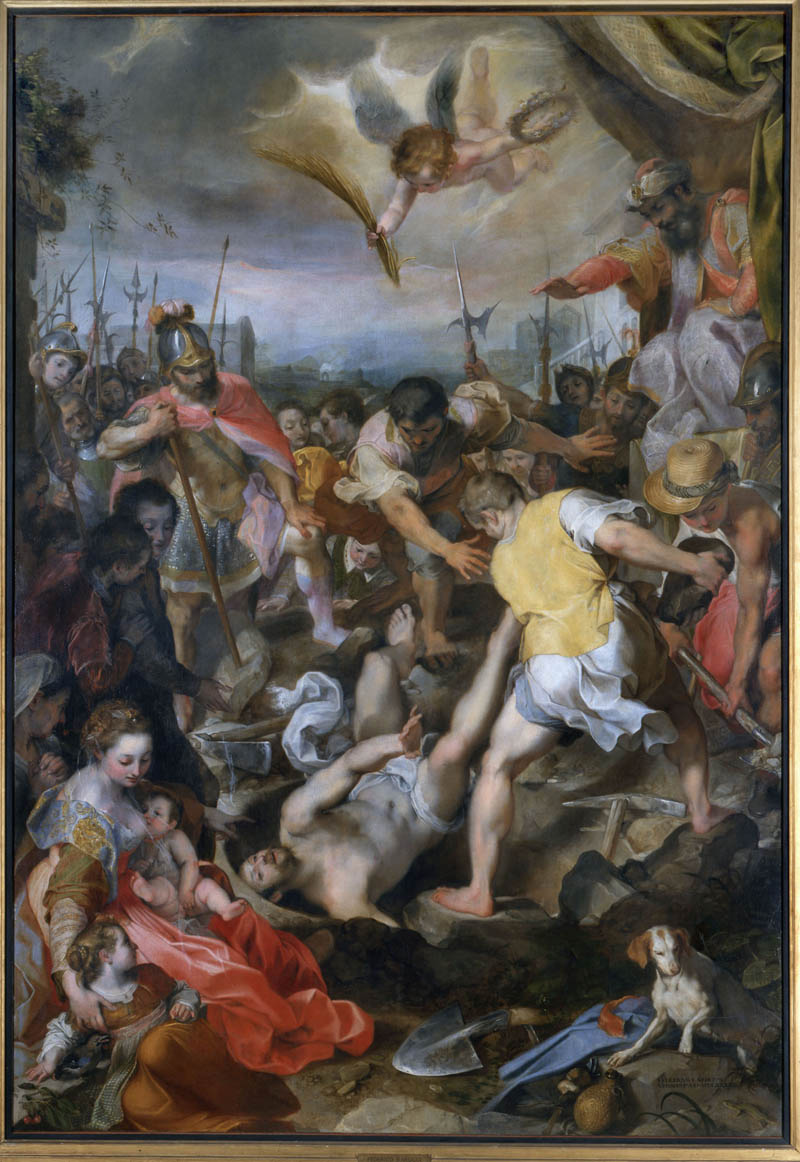
Martiri de Vidal, per F. Barocci, final del s. XVI

## Veneració
El 393 els cossos de Vidal i Agrícola van ser traslladats de Bolonya a Milà. Exposats a la gent, i en presència del bisbe Eustaci de Bolonya i Ambròs de Milà, aquest va dir un sermó, l'Exhortatio virginitatis, en honor dels sants, en el qual explicava la història i deia que Vidal era esclau d'Agrícola.
Aquesta oració va contribuir a la difusió del culte als sants. Part de les relíquies van anar a Florència (els claus) i Milà, i d'altres a altres ciutats: Nola, Rouen, Clermont i San Salvo. El 409, Gal·la Placídia va portar les relíquies de Vidal a Ravenna. La Basílica de San Vitale de Ravenna va ser aixecada al segle vi.
La seva festivitat se celebra el 4 de novembre.

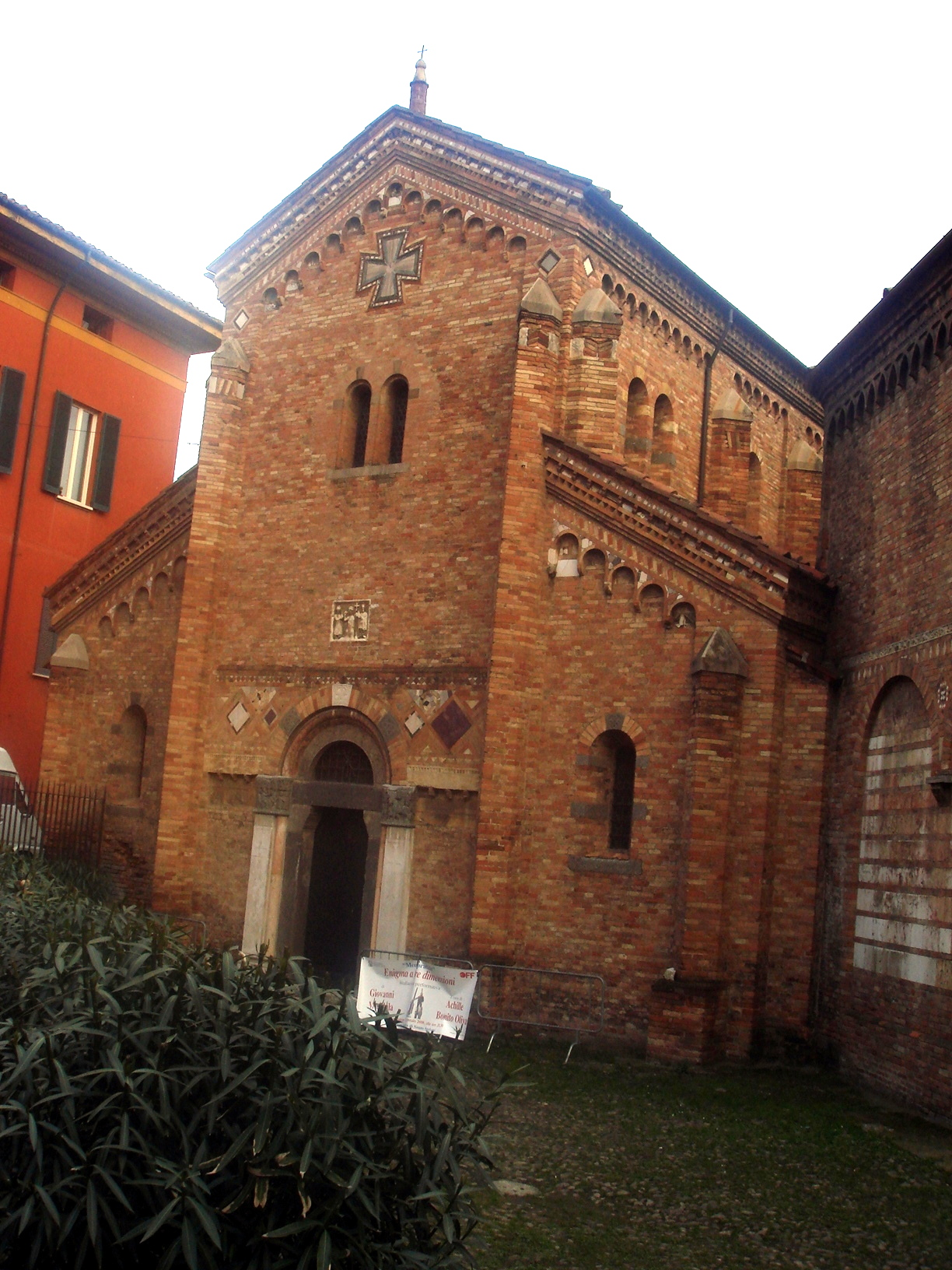
Església dels Sants Vidal i Agrícola, a S. Stefano (Bolonya)
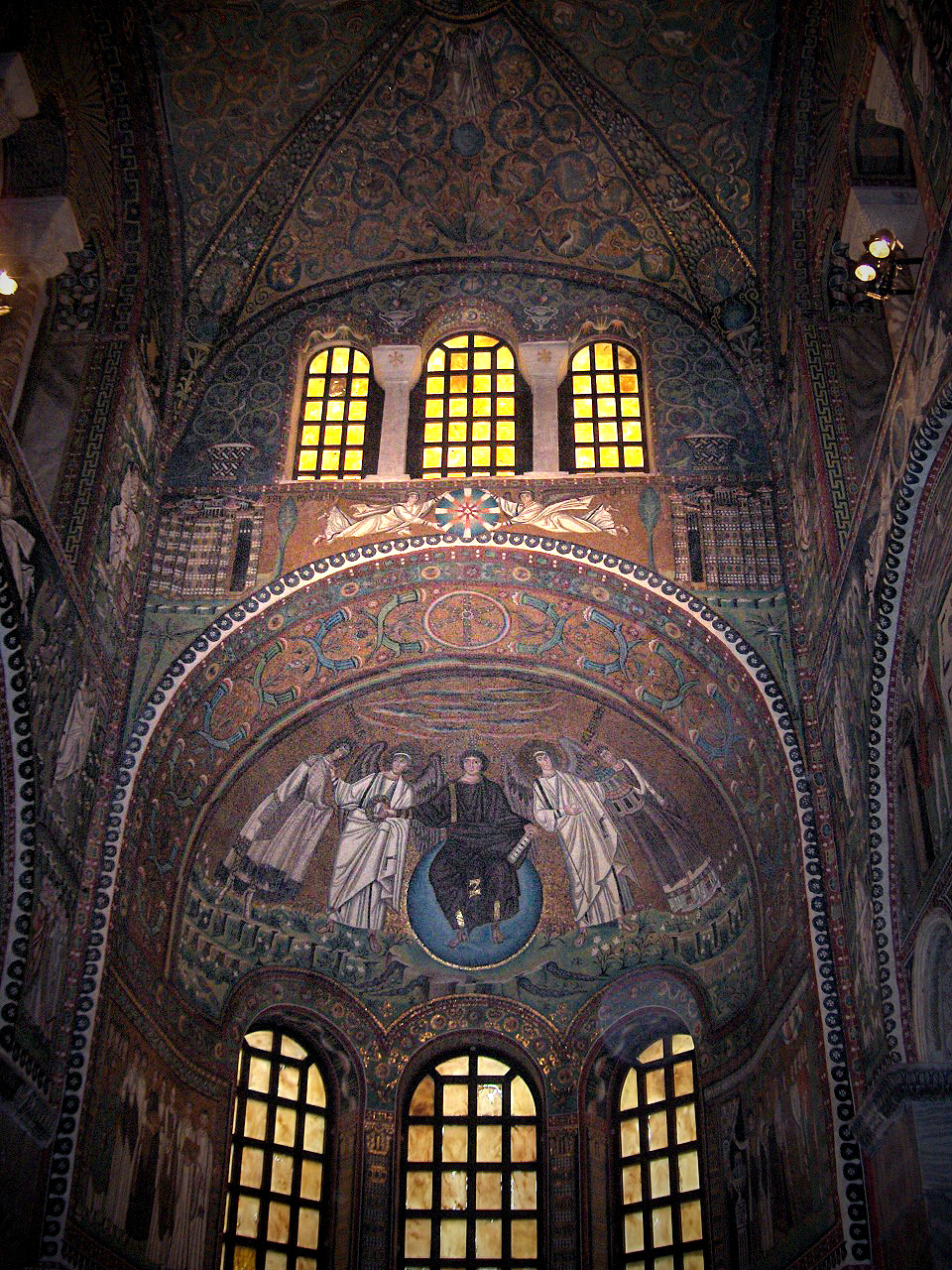
Basílica de S. Vitale (Ravenna)
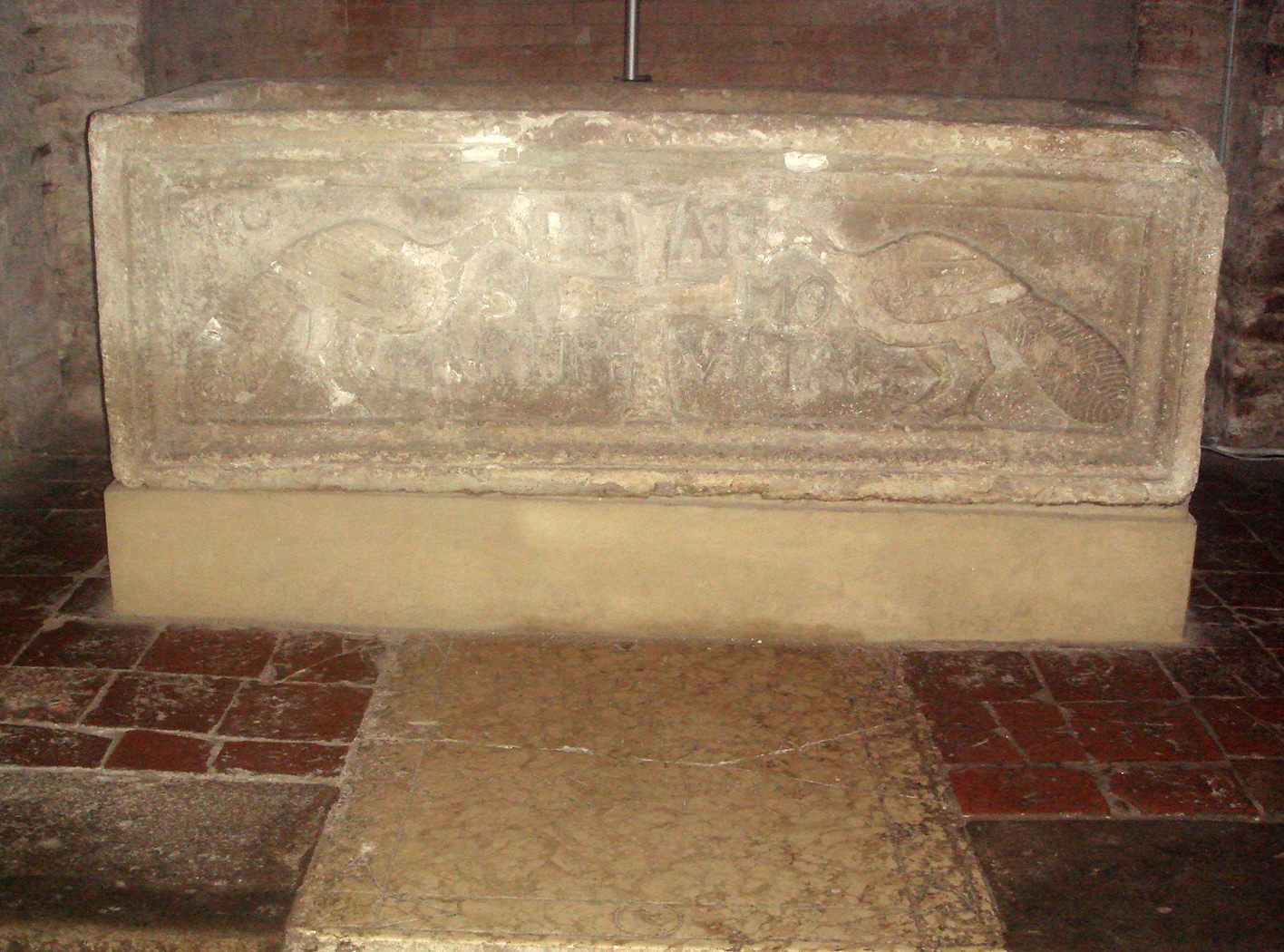
Sarcòfag de Sant Vidal a Santo Stefano de Bolonya
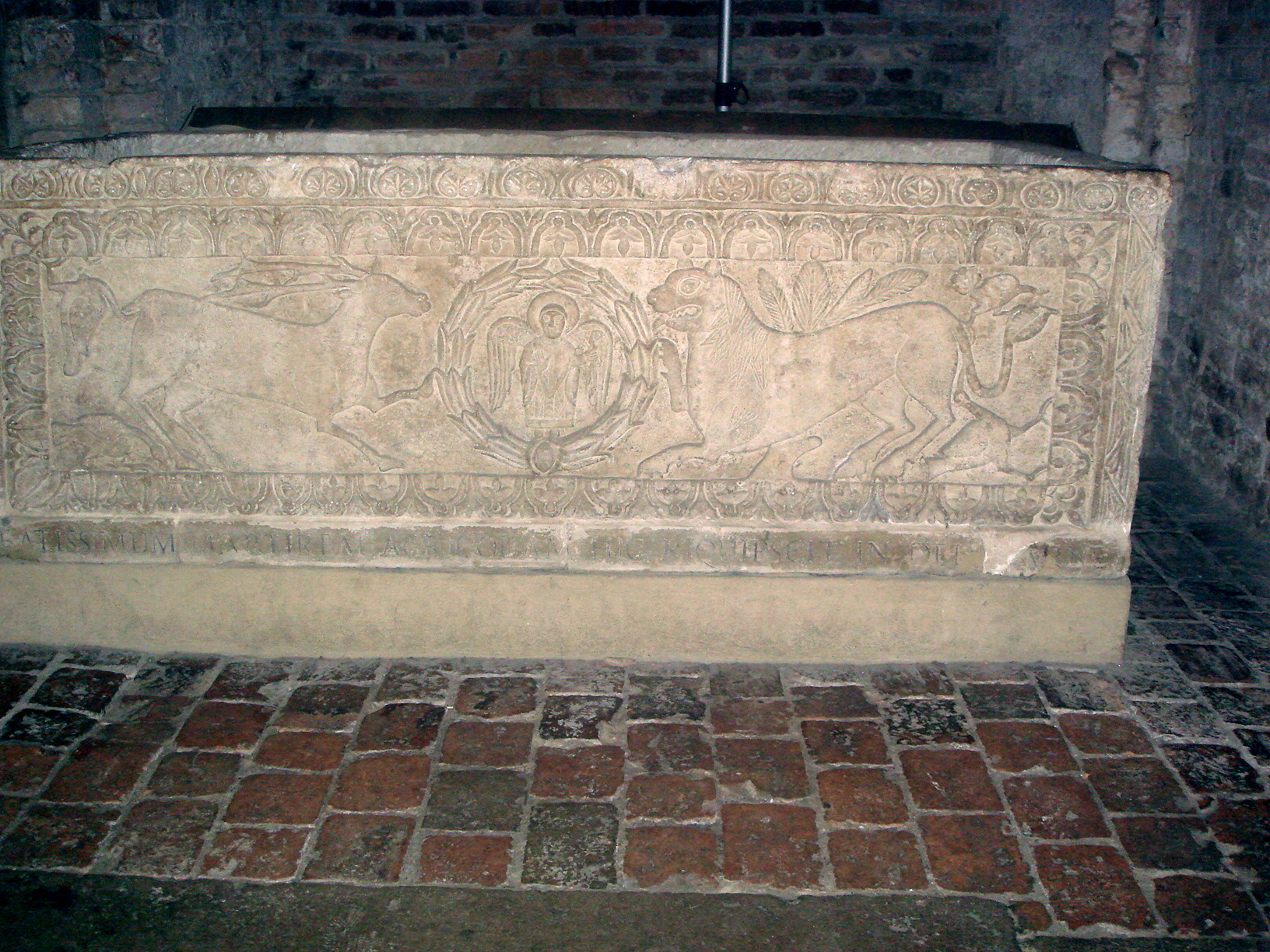
Sarcòfag de Sant Agrícola a S. Stefano

## Llegenda de Sant Vidal de Ravenna
La difusió del culte va provocar, com era habitual en l'època, el desdoblament de les personalitats dels màrtirs i la consegüent "creació" d'un nou sant i la llegenda corresponent. Així, quan les relíquies de Vidal van arribar a Ravenna, juntament amb les dels màrtirs milanesos Gervasi i Protasi, es va crear la història fantàstica, cap al segle v, que Vidal era natural de Ravenna i pare dels dos màrtirs de Milà. Va acabar diferenciant-se de l'original fins al punt que va tenir festivitat pròpia des del segle ix, el 28 d'abril.